# Жовтень 2009
Жовтень 2009 — десятий місяць 2009 року, що розпочався у четвер 1 жовтня та закінчився у суботу 31 жовтня.

## Події
- 2 жовтня
  - Столицею літніх Олімпійських ігор 2016 року обрано Ріо-де-Жанейро.
- 3 жовтня
  - Битва за Камдеш — бій, що відбувся між бойовиками Талібану і силами коаліції в Афганістані.
- 4 жовтня
  - Дострокові Парламентські вибори у Греції.
- 5 жовтня
  - Нобелівську премію з фізіології та медицини отримали троє американських учених — Елізабет Блекберн, Керол Грейдер і Джек Шостак, «за відкриття механізму захисту хромосом теломерами і ферментом теломеразою».
- 8 жовтня
  - Вибух в індійського посольства в Кабулі. Загинуло 17 осіб, поранено 83. Відповідальність за теракт взяло на себе угруповання «Талібан».[1][2]
  - Нобелівську премію з літератури здобула німецька письменниця Герта Мюллер.[3]
  - У нью-йоркському музеї мистецтва Рубіна вперше показано невідомий раніше рукопис Карла Густава Юнга «Червона книга».[4]
  - Над Японією пройшов тайфун «Мелор», спричинив руйнування і жертви, скасовано авіарейси. Загинули 4 особи.[5]
- 9 жовтня
  - Нобелівську премію миру отримав діючий президент США Барак Обама.
- 13 жовтня
  - Сирія та Туреччина підписали угоду про введення безвізового режиму.
- 18 жовтня
  - Титул чемпіона світу в автомобільних гонках в класі «Формула-1» виграв британський пілот команди Brawn GP Дженсон Батон.
- 20 жовтня
  - Американська компанія Sun Microsystems оголосила про плани звільнення 3000 співробітників, в результаті злиття з компанією Oracle Corporation.
- 22 жовтня
  - Стартували всесвітні продажі Windows 7.
- 25 жовтня
  - У Тунісі пройшли президентські та парламентські вибори. Президентом вп'яте поспіль обраний Зін ель-Абідін Бен Алі.
  - В Уругваї пройшов перший тур президентських і парламентських виборів. У другий тур пройшли Хосе Мухіка, який набрав 48 % голосів і колишній президент Луїс Лакальє (30 %).
- 26 жовтня
  - Yahoo! закрив один з найстаріших проектів у світовому інтернеті, безкоштовний хостинг GeoCities.